# Пигментна ксеродерма
Пигментна ксеродерма (лат. xeroderma pigmentosum) је болест коже која се наслеђује аутозомно-рецесивно. Болест настаје услед грешака у репарацији ДНК молекула.
Карактерише се повећаном осетљивошћу коже на ултраљубичасто зрачење, разним оштећењима коже и раном појавом разних тумора коже.
Учесталост болести је 1 оболео на 1.000.000 рођених.

## Симптоми
Кожа
Још у раном детињству долази до тешких опекотина услед излагања Сунцу (чак и минимално излагање Сунчевом зрачењу доводи до оштећења коже). У току времена развијају се и знаци хроничног оштећења коже, која убрзано стари.
На сунцу изложеним деловима тела јаљају се пеге (лат. ephelides) и флеке (лат. lentigo simplex, тамније пигментоване мрље сличне пегама). На овим местима могу се наћи и мрље које су светлије боје од коже (хипопигментација), затим телангиектазије (проширења крвних судова). Кожа је грубе површине и задебљала.
Присутна је и актинична кератоза која касније може прећи и у тумор коже.
Од тумора се јављају меланоми, базалиоми и тумор плочастог епитела коже.
Јављају се и знаци оштећења и других органа:
Очи
Фотофобија (особама смета светлост), конјунктивитис, кератитис...
Неуролошки поремећаји
Јављају се чак код 40% оболелих од ове болести. Најчешћи је хипорефлексија, душевни поремећаји, атаксија, атетоза, спастицитет, поремећаји интелигенције...
Остало
Могу се јавити и тумори слузокоже уста и неких унутрашњих органа.

## Узрок
Поремећаји репарације молекула ДНК. У питању су грешке у механизму ексцизије. Наиме, услед дејства ултраљубичастог зрачења настају разне грешке у молекулима ДНК, нпр. димери тимина (и код сасвим здравих особа).
Овакве грешке се одстране процесом ексцизије (исецање оваквих места из ланца ДНК), а потом синтезом нових сегмената и њиховим међусобним повезивањем. Код особа са пигментном ксеродермом је ово онемогућено, па се грешке акумулирају.
Постоји 7 типова поремећаја.
Најчешћи је тип A.
Условљен је мутацијом на хромозому 9 q34 (Хромозом 9 (човек)).
Тип B настаје услед мутација|мутације гена на хромозому 2 q21 (Хромозом 2 (човек)).
Тип C услед мутације гена на хромозому 3 p25 (Хромозом 3 (човек)).
Тип D услед мутације гена на хромозому 19 (Хромозом 19 (човек)).
Тип E услед мутације гена на хромозому 11 p12-p11(Хромозом 11 (човек)).
Тип F услед мутације на хромозому 16 p13.3-p13.13 (Хромозом 16 (човек)).
Тип G услед мутације гена на хромозому 13 q33 (Хромозом 13 (човек)).

## Друге болести изазване грешкама у репарацији ДНК
- Атаксија-телеангиектазија
- Блумов синдром
- Кокејнов синдром
- Фанконијева анемија
- Триходистрофија